# 別宮暖朗
別宮 暖朗（べつみや だんろう、1948年 - ）は、日本の歴史評論家・軍事評論家。

## 人物・略歴
以下はAmazon.comで公表している著者紹介に基づく。
東京大学経済学部卒業。西洋経済史専攻。その後、大手信託銀行（行名未詳）に入社し、マクロ経済などの調査・企画を担当した。現在、ロンドンにある証券企画調査会社（社名未詳）のパートナー。個人サイトで「兵頭二十八と別宮暖朗の往復書簡」を公開している。

## 著作等

### 単著
- 『中国、この困った隣人―日本人ビジネスマンへの警告』　PHPエディターズグループ、2004年1月。
- 『軍事のイロハ』　並木書房、2004年11月。ISBN 978-4890631797
  - 改訂版『軍事学入門』　筑摩書房<ちくま文庫>、2007年6月。ISBN 978-4480423412
- 『「坂の上の雲」では分からない　日本海海戦』　並木書房、2005年4月。
  - 改訂版『日本海海戦の深層』　筑摩書房<ちくま文庫>、2009年12月。ISBN 978-4480426680
- 『韓国の妄言－韓国・朝鮮人はなぜこんなに尊大なのか? 』　並木書房、2006年11月。ISBN 978-4890632084
- 『失敗の中国近代史---阿片戦争から南京事件まで』 並木書房、2008年3月。ISBN 978-4890632268
- 『誰が太平洋戦争を始めたのか』 筑摩書房<ちくま文庫>、2008年8月。ISBN 978-4480424655
- 『太平洋戦争はなぜ負けたか』 並木書房、2009年2月。ISBN 978-4890632404
- 『「坂の上の雲」では分からない 日露戦争陸戦』 並木書房、2009年10月。ISBN 978-4890632497
  - 改訂版『日露戦争陸戦の研究』 筑摩書房<ちくま文庫>、2011年1月。ISBN 978-4480427878
- 『帝国陸軍の栄光と転落』 文藝春秋<文春新書750>、2010年4月。ISBN 978-4166607501
- 『日本の近代10大陸戦と世界』　並木書房、2010年11月。ISBN 978-4890632619
- 『帝国海軍の勝利と滅亡』　文藝春秋<文春新書800>、2011年3月。ISBN 978-4166608003
- 『終戦クーデター　近衛師団長殺害事件の謎』　並木書房、2012年7月。ISBN 978-4890632909

### 共著
全て兵頭二十八と。
- 『戦争の正しい始め方、終わり方――小さな戦争が大きな戦争を食い止める…』並木書房、2003年7月。ISBN 978-4890631643
- 『「坂の上の雲」では分からない旅順攻防戦』並木書房、2004年3月。ISBN 978-4890631698、PHP研究所（PHP文庫版）、2006年5月。ISBN 978-4569666051
- 『技術戦としての第二次大戦――日本vs中ソ米英篇』並木書房、2005年9月。ISBN 978-4569619330、PHP研究所（PHP文庫版）、2009年11月。ISBN 978-4569668109
- 『大東亜戦争の謎を解く――第二次大戦の基礎知識・常識』光人社、2006年4月。ISBN 978-4769812951
- 『東京裁判の謎を解く───極東国際軍事裁判の基礎知識』光人社、2007年2月。ISBN 978-4769813408